# União da Serra
União da Serra este un oraș în Rio Grande do Sul (RS), Brazilia.